# 北マケドニア関係記事の一覧
北マケドニア関係記事の一覧（きたマケドニアかんけいきじのいちらん）では、北マケドニアに関係する記事を一覧する。

## 一般
マケドニアの国旗 - マケドニアの国章 - マケドニアの国歌

## 地理
バルカン半島 - オフリド湖 - プレスパ湖 - コラブ山　

## 都市
クマノヴォ - ゴスティヴァル - コチャニ - シュティプ - スコピエ - ストルミツァ - ビトラ - プリレプ - ラドヴィシュ

## 地方行政区画
東部地方 (マケドニア) - 北東部地方 (マケドニア) - 南東部地方 (マケドニア) - 南西部地方 (マケドニア)

## 河川
ヴァルダル川

## 渓谷
コラプ山

## 歴史
マケドニア - マケドニア属州 - ユーゴスラビア王国 - ユーゴスラビア社会主義連邦共和国 - マリツァの戦い (1371年) - バルカン戦争 - ユーゴスラビア紛争

## 宗教
マケドニア正教会 - 正統オフリド大主教区

## 文化
マケドニア料理 - スラヴ語派

## 人物
- マケドニア人ならびマケドニア共和国人の一覧を参照。

## 政治・外交
マケドニア共和国の政治 - マケドニア共和国の国際関係

## 経済
マケドニア共和国の農業 - マケドニア共和国の銀行

## 交通
北マケドニアの高速道路 - 北マケドニア国鉄

## スポーツ
水球北マケドニア代表 - バスケットボール北マケドニア代表 - バスケットボール北マケドニア女子代表 - ハンドボール北マケドニア代表 - ボリス＝トライコフスキー・スポーツセンター

## その他関連用語
- 統一マケドニア
- バルカン連邦構想